# Affinity Publisher
Affinity Publisher ist ein Seitenlayout-Programm des britischen Software-Herstellers Serif. Das Programm bildet zusammen mit Affinity Photo und Affinity Designer die Affinity-Suite.

## Beschreibung
Der Hauptfokus von Affinity Publisher liegt auf dem Desktop-Publishing von Druck- und Online-Medien. Publisher beherrscht daher die branchenüblichen Funktionen wie beispielsweise Masterseiten, Textrahmenverknüpfungen, OpenType-Funktionalität, und End-to-End-Unterstützung für das CMYK-Farbmodell. Durch die von Serif entwickelte StudioLink-Technologie lassen sich die Dokumente in Affinity Publisher auch mit den Funktionen der beiden anderen Affinity-Programme bearbeiten, solange der Benutzer diese ebenso erworben hat.

## Geschichte
Ziel bei der Programmveröffentlichung war es, ein Alternativprodukt zu InDesign zu schaffen. Im August 2018 stellte das Softwareunternehmen Serif eine kostenlose öffentliche Beta-Version für MacOS und Windows zur Verfügung. Die Vollversion wurde im Juni 2019 vorgestellt. Die erste Versionsnummer (1.7) wurde den anderen beiden Apps angepasst. Parallel zur Release-Version gibt es weiterhin eine Beta-Version, die dem frühzeitigen Testen neuer Programmfunktionen und der Fehlerbeseitigung dient. Am 16. Juni 2019 gab Serif bekannt, dass es weltweit über zwei Millionen Affinity-Anwender gibt. Ende 2019 wurde Affinity Publisher von Apple als „Mac App of the Year“ ausgezeichnet.
Am 9. November 2022 wurde Version 2 der Software veröffentlicht, erstmals auch für iPadOS. Der Besitz der Version 1 schloss den Besitz der neuen Version nicht ein, sie muss gesondert erworben werden.

### Logo

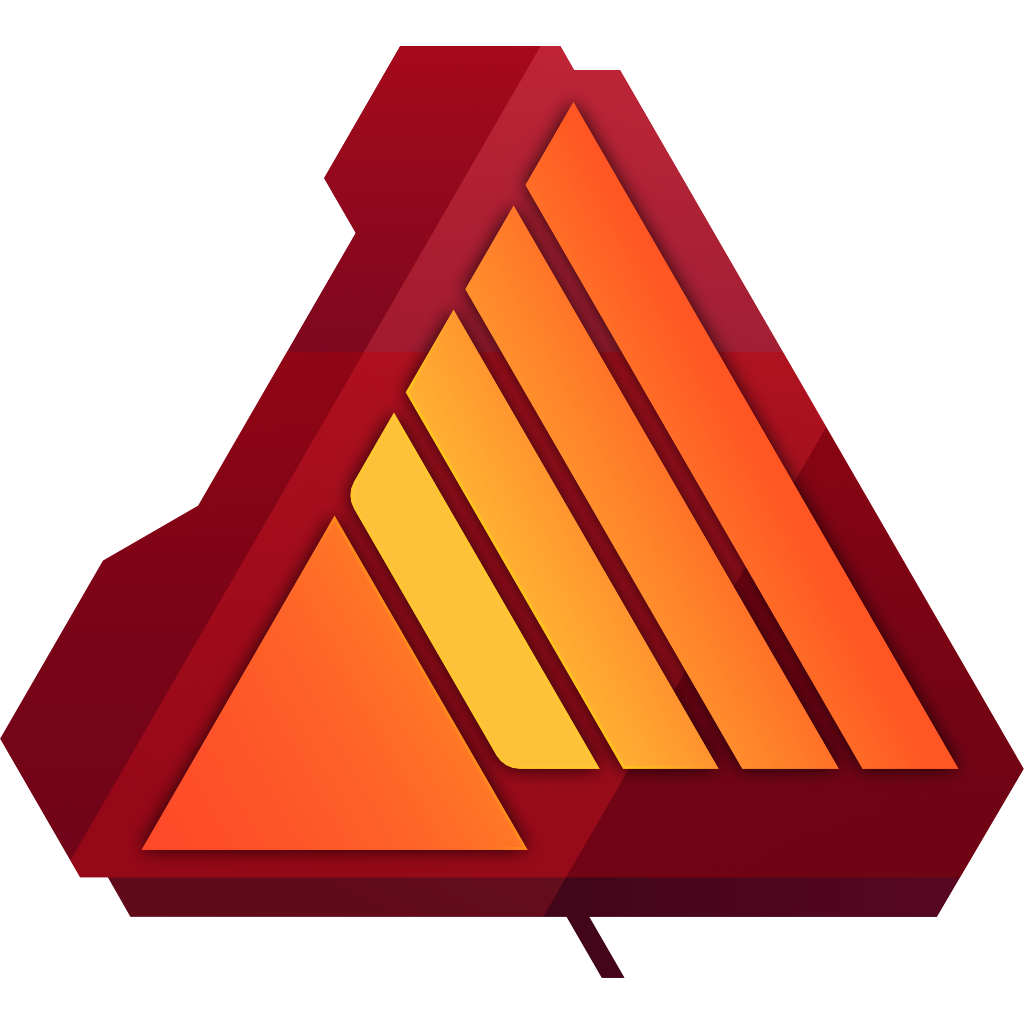
Logo bis Mai 2019
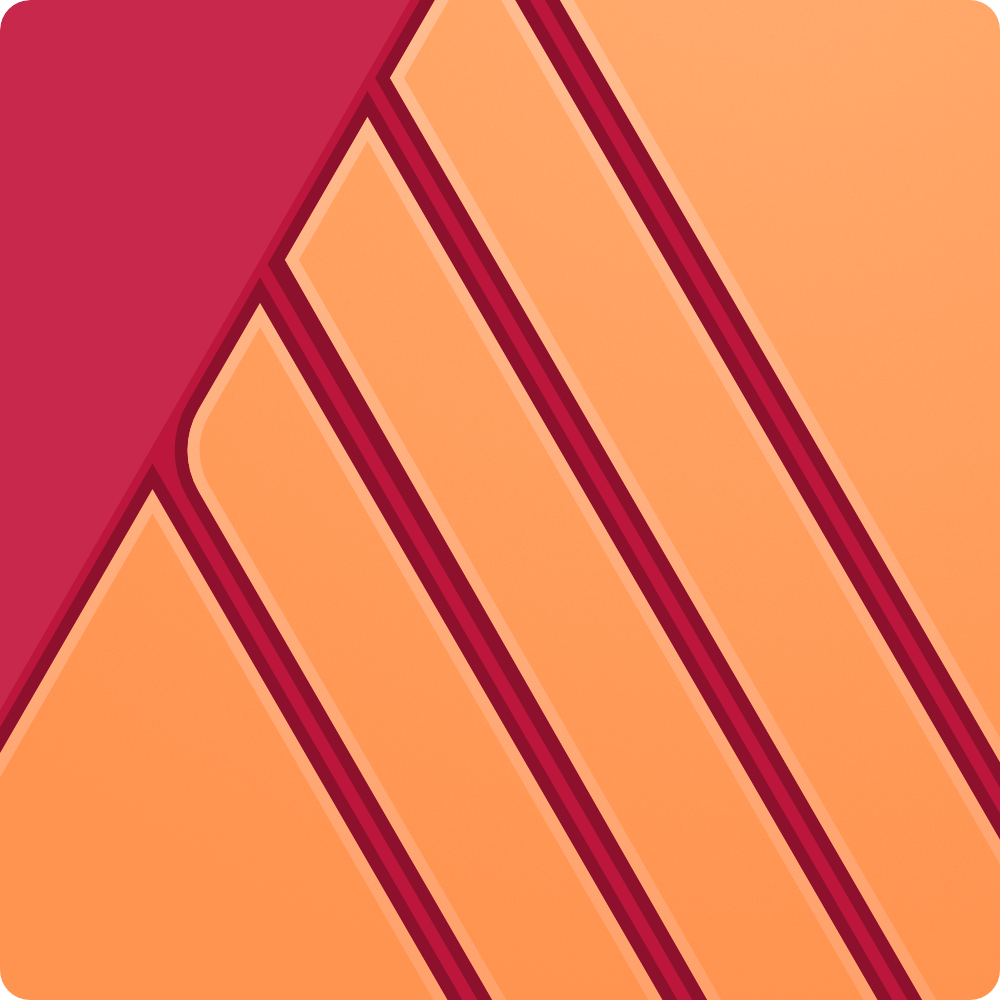
Logo ab Juni 2019
Logo ab November 2022 (Affinity Publisher V2)

## Versionen
| Legende: | Ältere Version; nicht mehr unterstützt | Ältere Version; noch unterstützt | Aktuelle Version | Aktuelle Vorabversion | Zukünftige Version |

| Version | Veröffentlichung   | Neuerungen |
| --- | ------------------ | --- |
| 1.7 | 19. Juni 2019      | |
| 1.8 | 27. Februar 2020   | - IDML-Import von InDesign-Dokumenten - XLSX-Import von Excel-Tabellen - Checkliste wurde integriert - Quelldateien eines Projektes lassen sich nun zu einem Ordner zusammenfassen - verbesserter Tabellensatz |
| class="vorlageVersion" style="background-color: #F09278; " title="Eine ältere und nicht mehr unterstützte Version" data-sort-value=" 1.9" \| 1.9 | 4. Februar 2021    | - Verpacken für Dienstleister oder Collaboration - Neue Paketfunktion - Funktion Data Merge für Text- und Bildverknüpfungen aus einer externen Datenquelle                                                     |
| 1.10 | 28. Juli 2021      | - komplett überarbeitete Speicherverwaltung |
| 2.0 | 9. November 2022   | - Upgrade, komplett überarbeitete Version |
| 2.1 | 18. Mai 2023       | - u. a. Einführung der Möglichkeit, in Affinity Publisher Kolumnentitel automatisch zu erstellen |
| 2.2 | 19. September 2023 | - u. a. Einführung von Textvariablen |
| 2.3 | November 2023      | - u. a. Einführung der Möglichkeit zum Export kennwortgeschützter PDF-Dateien |
| 2.4 | Februar 2024       | - u. a. Einführung von Stati in Affinity Publisher, die es ermöglichen, verschiedene Darstellungsstati aller Ebenen zu speichern und abzurufen                                                                 |
| 2.5 | Mai 2024           | - u. a. Unterstützung variabler Schriftarten |

## Unterstützte Dateiformate
Zusätzlich zu den proprietären Dateiformaten der Affinity-Suite gehören zu den unterstützten Dateiformaten Adobe Photoshop PSD, Adobe IDML (InDesign Markup Language, nur Import in Publisher möglich, kein Export), Microsoft Word DOCX, Microsoft Excel XLSX, DXF, PDF, JPEG, TIFF, PNG, EPS und die PDF/X-Exportstandards für PDF/X-1a, PDF/X-3 und PDF/X-4.